# Beatriz Góis Dantas
Beatriz Góis Dantas (Lagarto, Sergipe; 1 de diciembre de 1941) es una antropóloga, folclorista, socióloga escritora brasileña, y profesora emérita de Antropología de la Universidad Federal de Sergipe.